# Американская федерация искусств
Американская федерация искусств (англ. American Federation of Arts, сокр. AFA) — некоммерческая организация США, которая организует художественные выставки в различных музеях мира, издаёт каталоги выставок, а также разрабатывает образовательные программы. Была основана 12 мая 1909 года.
К настоящему времени AFA организовала около 3000 выставок, которые посетили более 10 миллионов человек в США, Канаде, Латинской Америке, Европе, Азии и Африке. Федерация учредила ежегодную премию Культурно лидерство (Cultural Leadership), которой награждаются люди, внесшие значительный вклад в поддержку искусства и музейного дела в стране и мире. В разное время лауреатами премии были — художница Сара Зе (2012), югославский мастер перформанса Марина Абрамович (2011), директор Художественного музея Филадельфии Анна Д’Арнонкур (2002) и другие.

## История
На заседании 11 мая 1909 года, организованном попечительским советом американской Национальной академии искусств, в котором были президент США Уильям Тафт, бывший президент Теодор Рузвельт, художники Сесилия Бо, Роберт Блисс, Уильям Чейз и Дэвис Миллет, меценаты Чарльз Хатчинсон и Арчер Хантингтон, сенаторы Henry Cabot Lodge и Leila Mechlin, банкиры Эндрю Меллон и Джон Морган, госсекретарь Элиу Рут и другие важные лица. Лауреат Нобелевской премии мира Элиу Рут призвал присутствующих к созданию организации, которая бы представляла американские художественные произведения по всем Соединённым Штатам. Единогласным решением, включая представителей ряда художественных институтов и музеев (среди них были Метрополитен-музей, Галерея искусства Коркоран и Американская академия в Риме), Американская федерация искусств была основана на следующий день 12 мая. Её учредители договорились проводить ежегодные встречи и посвящать себя продвижению изобразительного искусства как важнейшего компонента культурной жизни США. Первым президентом федерации был избран Чарльз Хатчинсон — сооснователь и на то время президент Чикагского института искусств.

## Деятельность
К моменту образования федерации художественное богатство американской нации было в основном сосредоточено в восточных городах и недоступно для большинства остальных граждан. AFA и её передвижные выставки были задуманы как средство «приближения музея к народу». И в течение своего первого года существования федерация организовала три передвижные выставки, первая из которых называлась Thirty-Eight Paintings by Prominent American Artists, а также основала журнал Art and Progress (позднее переименованный в Magazine of Art). В 1935 году было опубликовано первое издание Who’s Who in American Art, а также ежегодный каталог American Art Annual, который позже стал называться American Art Directory. Хотя она больше не публикует эти периодические издания, федерация сохраняет приверженность к публикации новых исторических исследований искусства через каталоги, которые она печатает вместе со своими выставками.
Лоббистские усилия Американской федерации искусств способствовали созданию в США Национальной комиссии изобразительных искусств, которая была впоследствии была учреждена актом Конгресса для консультирования правительства по вопросам искусства и дизайна. В 1920 году AFA сыграла важную роль в организации лоббистской кампании, конечным результатом которой стало создание Национальной художественной галереи, открытой в 1941 году. Также федерация стала причастной к организации первого американского представительства на Венецианской биеннале в 1924 году.
В 1909 году, поcле встреч в студии художника Фрэнсиса Миллета в Вашингтоне, федерация решила перенести свою штаб-квартиру в здание Octagon Building в Нью-Йорке, где с 1741 года помещение арендовалось у Американского института архитекторов. В 1912 году Американская федерация искусств объединилась с National League of Handicraft Societies, а учредители Лиги стали членами AFA. В следующем, 1913 году, федерация искусств открыла свой первый собственный офис в Нью-Йорке в здании Fine Arts Building. Затем её офис переехал Метрополитен-музей. Начиная с 1952 года, штаб квартира Американской федерации искусств находилась в нью-йоркском офисе, арендуемом в здании на 1083 Fifth Avenue.
Когда в 1987 году произошло слияние Американской федерации искусств с ассоциацией Art Museum Association of America (AMAA), то объединение двух старейших некоммерческих организаций привело к созданию крупной национальной организации, которая может предложить полный набор услуг в музейной и выставочной сфере. Офисы нового образования находились в Нью-Йорке и Сан-Франциско, а бывший директор AMAA — Myrna Smoot стала её директором. В 1990 году федерация искусств закрыла свое отделение на Западном побережье и руководство осуществляется из штаб-квартиры в Нью-Йорке на 41 East 65th Street. Продав в 2007 году это здание, штаб квартира переехала на 305 East 47th Street.
С момента своего создания, Американская федерация искусств поддерживает программу членства в ней. Порядка 60 членов федерации варьируются от небольших региональных музеев, как например Бадди Холли центр, до крупных университетских галерей и музеев, таких, как Художественная галерея Йельского университета или Музей изящных искусств в Хьюстоне.